# Хрест Маннергейма
Хрест Маннергейма (фін. Mannerheim-risti) — державна нагорода Фінляндії, спеціальна нагорода Ордена Хреста Свободи, є найшановнішою фінською військовою відзнакою. Всього відбулося 197 нагороджень 191 військовика. Останнє вручення відбулося 7 травня 1945.

## Історія, зовнішній вигляд нагороди та статут
На світлині: зверху Хрест Маннергейма I класу, знизу — II класу. Схрещені маршальські жезли над Хрестом Маннергейма II класу означали повторне нагородження.
Хрест засновано після Зимової війни та названо на честь фельдмаршала Карла Густава Маннергейма. Зовнішній вигляд нагороди був розроблений Оскаром Пілем (фін. Oskar Pihl; 11 лютого 1890, Москва — 22 серпня 1959, Гельсінкі) на основі Хреста Свободи, створеного художником Акселі Галлен-Каллела. Емаль на знаках чорна, свастика золота. У центрі, навколо троянди, розташовані вінок та дві руки з мечами, причому меч, той, що зліва (прямий) символізує Європу, а той, що праворуч — Азію. Хрест І класу носився на шийній стрічці такого ж кольору, як і у Ордена Хреста Свободи військового класу І ступеня. Хрест ІІ класу носився на шпильці на лівій стороні грудей.
У другій половині 90-х років на запрошення Президента Фінляндії Мартті Ахтісаарі, всі живі на той час одержувачі Хреста Маннергейма, були запрошені на прийом з нагоди Дня незалежності. За традицією вони стали першими гостями, що увійшли до зали.

### Статут
Не мав статусу ордена, проте його власник отримував звання Лицар Хреста Маннергейма. Хрест I класу вручався за видатні заслуги, проявлені при командуванні великими військовими з'єднаннями на рівні не нижче армійського корпусу. Критерій для нагородження Хрестом II класу був: «За видатні звершення». Вручався за командування військовими підрозділами або за особисту хоробрість та став однією з найпочесніших нагород у фінській армії. З 14 травня 1943 нагороджений Хрестом Маннергейма II класу отримував грошову винагороду в розмірі 50 000 фінських марок. У серпні 1943 до статуту були внесені зміни, відповідно до яких, стало можливим повторне нагородження хрестом Маннергейма ІІ класу.
Хрест I класу є п'ятою за старшинством нагородою Фінляндії, а II класу — дев'ятою.

## Нагороджені орденом Хрест Маннергейма

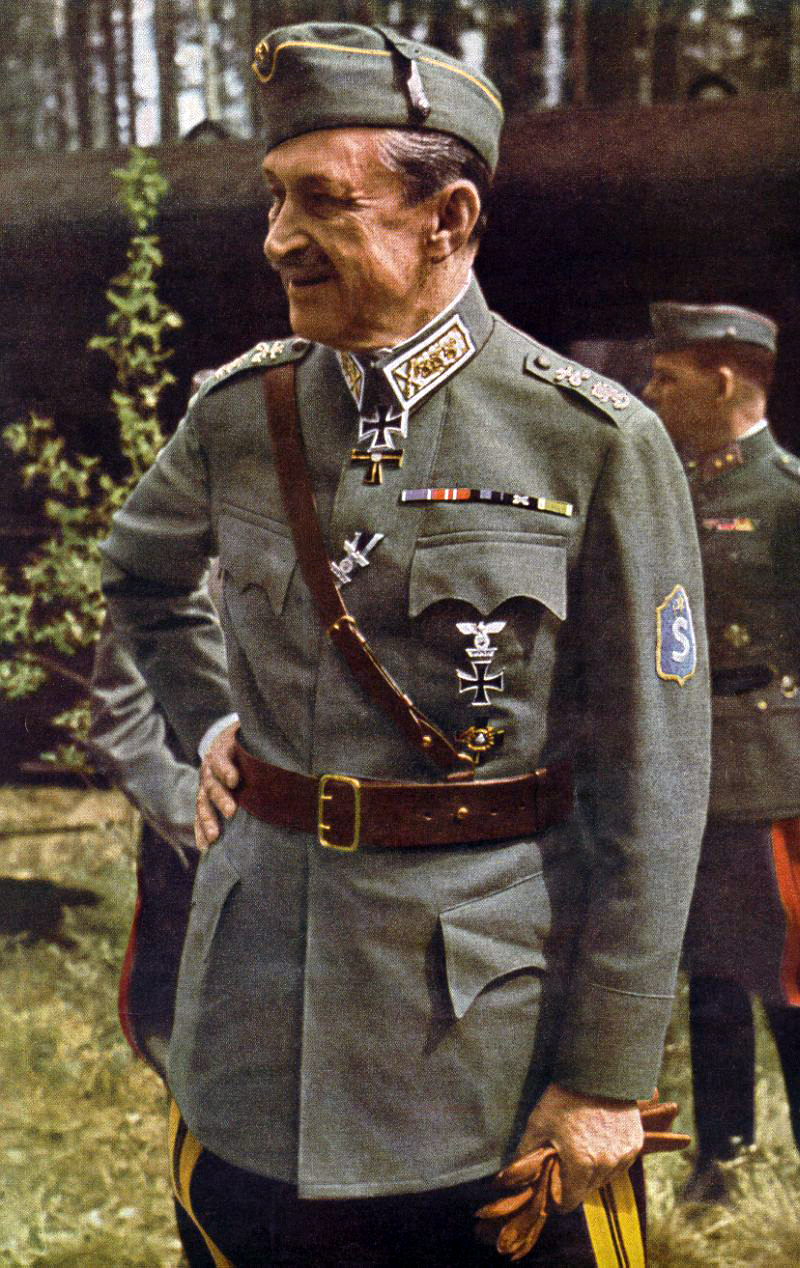
Карл Густав Маннергейм з Хрестами Маннергейма І та II класів

Всього відбулося 197 нагороджень 191 військовика Хрестами Маннергейма обох класів. Двох військовиків нагороджено Хрестом І класу та 191 Хрестом II класу.
Хрестом І класу було нагороджено маршала Маннергейма (18, 7 жовтня 1941) та начальника Генерального штабу фінської армії генерала Акселя Еріка Хейнрісі (48, 31 грудня 1944). Четверо вояків було нагороджено Хрестом II класу двічі: генерал-майор Ааро Паярі (12, 14 вересня 1941; 16 жовтня 1944), полковник Мартті Йоганнес Ахо (52, 01 березня 1942; 16 жовтня 1944), капітан Ханс Хєнрік "Хассе" Вінд (116, 31 липня 1943; 28 червня 1944) і прапорщик Ейно Ілмарі Юутілайнен (56, 26 квітня 1942; 28 червня 1944), а Карл Густав Маннергейм та Ерік Хейнріксі були нагороджені одночасно Хрестами І та II класів.

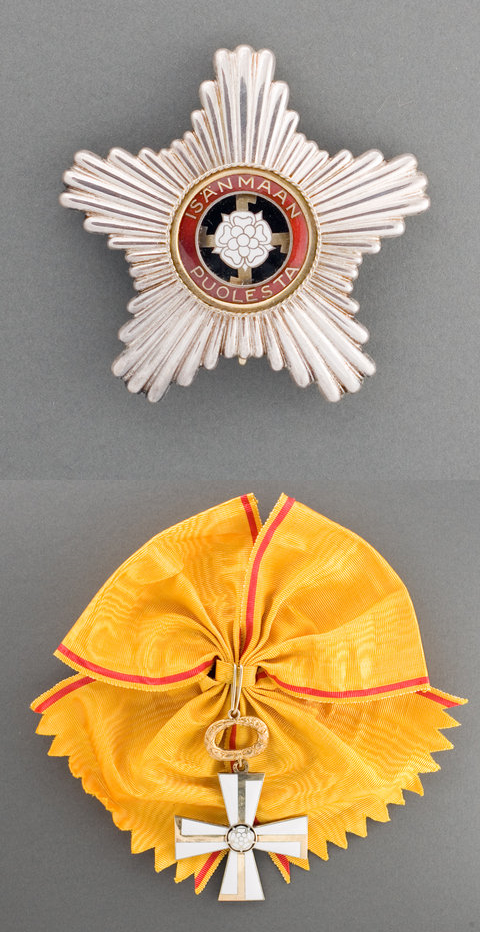
Великий хрест Ордена Хреста Свободи

Останнім з нагороджених, 07 травня 1945, був Вільо Аукусті Лааксо (фін. Viljo Aukusti Laakso; 13 серпня 1895 — 30 вересня 1950). Станом на 7 лютого 2018 живе один з нагороджених Хрестом Маннергейма II класу — Туомас Гердт (фін. Tuomas Gerdt, *28 травня 1922).

## Цікаві факти
Із 197 нагороджених — 81 народився в сім'ях фермерів, 32 — різних посадових осіб та сини крамарів — 30 чоловік. Більшість лицарів вихідці з Карелії — 49 осіб, 34 з Остроботнії та 30 з Саво. Чотири лицарі народилися за кордоном. З тіх, що народився у Фінляндії — 141 були із сільської місцевості, а 46 з міст. Крім того, 20 були з руху Фінляндські єгері, а 121 представниками фінської Білої гвардії — майже дві третини всіх лицарів. Із загального числа нагороджених — 110 вояків були в чині офіцерів.